# 敦寧府
敦寧府（：／ Donnyeongbu）是朝鲜王朝的官府部门，负责管理王族外戚事务，由太宗國王在1414年創立。依據《朝鮮王朝實錄·太宗實錄》：「（敦寧府）無隷屬，無職事，以處宗親之非太祖後，而不得封君者，及外戚姻婭與王室之外孫。革三軍都總制、總制、同知總制、僉總制各一人；領恭安府事、判仁寧府事、判敬承府事各一人。置領府事一正一品，判府事一從一品，知府事二正二品，同知府事二從二品，僉知府事二正三品，同僉知府事二從三品，副知府事二正四品，同副知府事二從四品，判官二正五品，注簿二正六品，丞二正七品，副丞二正八品，錄事二正九品。」

## 官職
| 品秩         | 官職   | 人數 |
| ------------ | ------ | ---- |
| 正一品       | 領事   | 1人  |
| 從一品       | 判事   | 1人  |
| 正二品       | 知事   | 1人  |
| 從二品       | 同知事 | 2人  |
| 正三品堂上官 | 僉知事 | 1人  |
| 正三品堂上官 | 都正   | 1人  |
| 正三品堂下官 | 正     | 1人  |
| 從三品       | 副正   | 1人  |
| 從四品       | 僉正   | 2人  |
| 從五品       | 判官   | 2人  |
| 從六品       | 主簿   | 2人  |
| 從七品       | 直長   | 2人  |
| 從八品       | 奉事   | 2人  |
| 從九品       | 參奉   | 2人  |